# Escar
|  | No s'ha de confondre amb esca o esquer. |

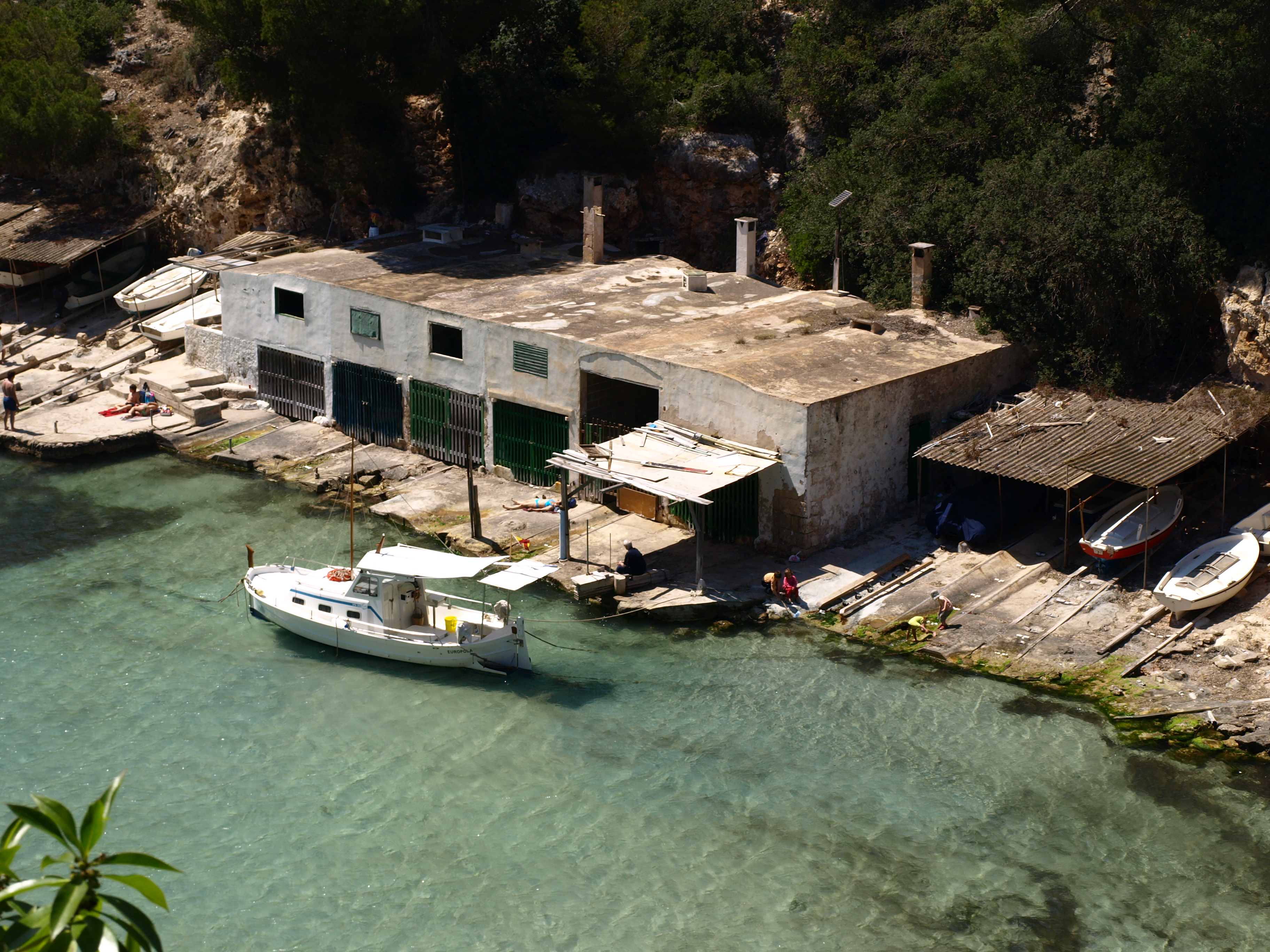
Escars de Cala Pi, a la costa de Llucmajor, Mallorca

Un escar, o varador, és un lloc situat a la vora del mar o d'un riu, disposat de manera que per un pla inclinat poden llançar-se a l'aigua o treure a terra petites embarcacions. L'etimologia d'aquesta paraula cal cercar-la en el mot grec ἐσχάριον, que té el mateix significat.